# 환웅부족
환웅부족(桓雄部族)은 고조선의 건국 신화에 등장하는 환웅을 인물이 아닌 하나의 부족으로 보는 견해이다.
어떤 한 집단을 신화 속에서는 인물로 나타내는 경우가 많기에 환웅을 인물이 아닌 씨족 또는 부족집단으로 보며 토착집단인 웅녀(熊女)집단과 결합해 고조선을 건국하는 하나의 역사적 사실을 바탕으로 신화로 만들었을 것이라고 추정한다.

## 같이 보기
- 환웅
- 웅녀